# 섬진강
섬진강(蟾津江)은 전북특별자치도 진안군 백운면의 팔공산 자락의 옥녀봉 아래 데미샘이 발원지로, 재첩이 유명하다. 길이는 223 km로 소백산맥과 노령산맥 사이를 굽이쳐 흐르면서, 보성강과 여러 지류와 합쳐 광양만으로 흘러든다. 대한민국 5대강 중 수질이 가장 깨끗한 강으로 알려져 있다.

## 어원
섬진강을 현지에서 부르던 옛 이름은 모래내, 두치 등으로 모래사장이 넓게 발달하여 불린 이름이었다. 고려 우왕 때 왜구가 침략하였다가 수 만 마리의 두꺼비가 한꺼번에 울어서 놀라 물러났다는 전설이 섬진(蟾津, 두꺼비 나루)의 유래가 되었고 이것이 강 이름으로 굳었다. 섬진은 오늘날 광양시 다압면 도사리에 있던 군사 요충지이다.

## 수역
유역에 임실, 남원, 곡성 등의 분지가 있으나 평지는 극히 드문 편이다. 수력자원이 비교적 풍부하며, 섬진강 본류를 가로지르는 다목적댐인 섬진강댐, 유역 변경식 발전소인 섬진강 수력 발전소, 지류인 보성강 등에도 유역변경식 발전소가 있다. 길이 223.8 km, 유역면적 4,911.9 km2이고, 강이 좁고 물 속에 바위가 많아 선박이 다니는 데 불편해서 가항 거리는 39 km에 불과하다.

### 발원지 데미샘
금남호남정맥의 산줄기인 팔공산 북서쪽의 '천상데미(하늘에 오르는 봉우리)' 서쪽 기슭, 진안군 백운면 원신암마을 북쪽계곡 상추막이골에 섬진강의 발원샘인 '데미샘'이 자리잡고 있다. 섬진강은 데미샘에서 남해의 광양만까지 223km를 흘러가는 호남 지방의 옥토를 가꾸는 젖줄기이고, 데미샘은 전국에서 네 번째로 긴 섬진강의 발원지로서의 상징성을 지니고 있어 2016년 1월 5일 산림청장이 국가산림문화자산 제2015-0008호 섬진강 발원지 데미샘으로 지정하였다

### 지류
- 국가하천
  - 보성강
  - 요천
- 지방하천
  - 오수천, 횡천강, 주교천, 악양천, 중대천, 화개천, 내서천, 간문천, 토지천, 중산천, 마산천, 서시천, 황전천, 금천, 수지천, 옥과천, 경천, 심초천, 화림천, 치천

## 지리
섬진강은 지리산을 중심으로 한 여러 산악들 사이를 굽어 흘러 광양만으로 흘러드는 강이다. 수역에 남원, 구례, 순천과 같은 도시들이 자리잡고 있다.

### 지질 및 지형
섬진강은 영남 지괴의 일부를 이루는 산악 지역을 흐른다. 지질은 대부분 선캄브리아기에 형성된 기반암이 오랜 세월 변형된 변성암으로 편마암이 흔하다. 산지를 따라 흐르기 때문에 경사가 급한 편이지만 하구에 이르러 경사가 완만해지면서 다양한 침식 지질 구조를 형성하고 습지가 발달해 있다. 강의 길이가 짧고 경사가 급해 자연적인 소호는 발달하지 않았고 현재 있는 것은 모두 인공적인 저수지이다.
현대에 들어 댐 건설, 하천 직선화 토건 사업, 교량의 설치 등으로 바닥에 퇴적물이 쌓여 하상 변화율이 커졌다. 1993년 주암댐 건설 이후 하구인 하동읍 지역은 유지 수량의 부족으로 황폐화되었다. 행정당국은 토사를 준설하고 쓰레기를 치우며 환경을 개선하고자 하고 있으나 수량 부족의 원인인 댐이 있는 한 근본적인 치유가 되고 있지는 못하다.

### 생태
섬진강의 생태권은 산악 지대 하천의 특성을 보이는 중상류와 갯벌이 발달하여 민물과 바닷물이 섞인 기수역을 형성하는 하구로 나눌 수 있다. 섬진강 중상류는 온대 기후대에 속하며 다양한 동식물이 살고있고, 하구 기수역에는 멸종위기종 8종을 포함하여 996종의 생물이 서식하고 있다.

## 같이 보기
- 한국의 강